# サヨナラ (崎本大海の曲)
「サヨナラ」は、崎本大海の1枚目のシングル。2010年8月11日発売。

## 解説
俳優・崎本大海のソロデビューシングル。初回生産限定盤と通常盤の2種形態での発売で、初回生産限定盤にはDVDとイベント参加券が付いた。
フジテレビ系クイズバラエティ番組『クイズ!ヘキサゴンII』に「イケメン秀才キャラ」として出演し、同番組発の音楽ユニット・フレンズなどに参加していた縁で、『ヘキサゴンII』司会者である島田紳助が「カシアス島田」名義でプロデュース・作詞を担当し、作曲・編曲も『ヘキサゴンII』のCDに多く関わっているメンツで制作された。
『ヘキサゴンII』常連出演者の中で番組内でソロデビュー曲を披露したのは、上地雄輔（遊助）、つるの剛士に次いで3人目となる。「ヘキサゴンのゴールデンルーキー、待望のソロデビュー」というキャッチコピーが用いられていたが、崎本が番組常連出演者になってからは既に1年半以上経っている（しかも番組出演者の中でも芸歴は長い方である）。
かつて在籍していた俳優ユニット・PureBoys出身者の中で、本人名義でメジャーレーベルからシングルを発売した初のメンバーとなった。
発売週には全国6箇所で「はじめの一歩」と題した発売イベントを行った。神奈川・ラゾーナ川崎のイベントでは約5000人を動員し、つるの剛士がサプライズコメントを寄せ、山田親太朗がサプライズゲストとして登場した。
『クイズ!ヘキサゴンII』関連のアルバムやライブDVDには収録されていない。

## 収録曲

### CD
1. サヨナラ
作詞：カシアス島田、作曲：TOZY、編曲：斎藤文護/岩室晶子
『クイズ!ヘキサゴンII』エンディングテーマ。
2. はじめの一歩
作詞：カシアス島田、作曲：TOZY、編曲：斎藤文護/岩室晶子
3. サヨナラ （Instrumental）
4. はじめの一歩 （Instrumental）

### DVD（初回盤のみ）
1. 「サヨナラ」ミュージックビデオ
2. 「サヨナラ」メイキング映像